# Offadesma angasi
Offadesma angasi is een tweekleppigensoort uit de familie van de Periplomatidae. De wetenschappelijke naam van de soort is voor het eerst geldig gepubliceerd in 1864 door Crosse & P. Fischer.